# Tom Vanderbilt
Pour les articles homonymes, voir Vanderbilt.
Tom Vanderbilt, né en 1968 à Oak Forest, dans l'Illinois, est un journaliste américain, auteur du livre à succès[réf. nécessaire], Traffic : Pourquoi conduisons-nous comme nous le faisons (et ce que ça dit à notre sujet) (Traffic: Why We Drive the Way We Do (and What It Says About Us)).

## Biographie
Tom Vanderbilt est né à Oak Forest dans l'Illinois et a grandi dans le Wisconsin. Il réside à Brooklyn, New York. 
Vanderbilt a été un concurrent du jeu télévisé Jeopardy!, apparaissant dans un épisode diffusé le 30 décembre 2011.
En tant que pigiste, Vanderbilt a publié des articles sur un large éventail de sujets dont le design, la technologie, la science et la culture, dans des publications telles que Slate, Wired The London Review of Books, Artforum, The Financial Times, Rolling Stone, New York Times Magazine, Harvard Design Magazine, Cabinet, Metropolis, Design Observer, The Wilson Quarterly et Popular Science.
En 2002, il publie son premier ouvrage complet : Survival City: Adventures Among the Ruins of Atomic America. 
Après trois années de recherche, il a publié en 2008 Traffic qui, selon l’éditeur Knopf, aurait été initialement tiré à 150 000 exemplaires et faisait partie du Book of the Month Club. Le Wall Street Journal a dit de Traffic que c’était, « une enquête fascinante sur les bizarreries et l’étiquette de la conduite »[réf. nécessaire]. Le Boston Globe écrit à propos de la genèse de ce livre : « Il n’a trouvé aucun livre général sérieux sur la conduite, mais a trouvé une montagne de recherches. Il s’est donc plongé dans le sujet pendant trois ans, a voyagé dans le monde entier, interrogeant des conducteurs et des ingénieurs de la circulation. Avec près de 90 pages de notes de bas de page, le livre est un condensé de dizaines de recherches. »[réf. nécessaire]

## Publications

### Comme auteur
- The Sneaker Book: Anatomy of an Industry and an Icon, The New Press, 1998
- Survival City: Adventures Among the Ruins of Atomic America, Princeton Architectural Press, 2002
- Traffic: Why We Drive the Way We Do (and What It Says About Us), Knopf, 2008
- You May Also Like: Taste in an Age of Endless Choice, Penguin Random House, mai 2016[3],[4]

### En tant que contributeur
Il a également contribué à plusieurs ouvrages, notamment : 
- Season’s Gleamings: The Art of the Aluminum Christmas Tree, Melcher Media, 2004
- Supercade: A Visual History of the Videogame Age, The MIT Press,
- Commodify Your Dissent: Salvos from the Baffler, W.W. Norton,
- Boob Jubilee: The Mad Cultural Politics of the New Economy (W.W. Norton),
- The World and the Wild (University of Arizona Press).